# 신남로 (인제군)
신남로(Sinnam-ro)는 강원특별자치도 인제군 남면 신남교차로와 남면 유목교차로를 잇는 강원특별자치도의 도로이다. 

## 주요 경유지
강원특별자치도
- 인제군 (남면)

## 노선
| 이름        | 접속 노선              | 소재지 | 소재지 | 비고 |
| ----------- | ---------------------- | ------ | ------ | ---- |
| 신남 교차로 | 국도 제44호선 (설악로) | 인제군 | 인제군 |      |
| 신남삼거리  | 삼팔선로               | 인제군 | 인제군 |      |
| 유목 교차로 | 국도 제44호선 (설악로) | 인제군 | 인제군 |      |

## 주요건물및 시설
- 남면파출소 (신남로 49/신남리 368-1)
- 신남우체국 (신남로 60/신남리 361-19)
- 농협 신남농협 본점 (신남로 64/신남리 357-8)
- 농협 인제농협 하나로마트 신남점 (신남로 64/신남리 357-8)
- HD현대오일뱅크 신남주유소 (신남로 79/신남리 392-3)
- HD현대오일뱅크 현대 그린주유소 (신남로 151/신남리 230-2)